# Memoriał Arkadiusza Gołasia 2021
XVI Memoriał Arkadiusza Gołasia  – 16. edycja towarzyskiego turnieju siatkarskiego Memoriału Arkadiusza Gołasia, która odbędzie się w dniach 25–26 września 2021 roku w Zalasewie.

## Uczestnicy
- Sir Safety Conad Perugia[1]
- Grupa Azoty ZAKSA Kędzierzyn-Koźle[2]
- Aluron CMC Warta Zawiercie[3]
- Verva Warszawa Orlen Paliwa[4]

## Składy drużyn
Sir Safety Conad Perugia
- Trener:  Nikola Grbić

| Nr | Imię i nazwisko       | Data ur.   | Wzrost | Pozycja               |
| -- | --------------------- | ---------- | ------ | --------------------- |
| 1  | Matthew Anderson      | 18.04.1987 | 202    | przyjmujący/atakujący |
| 2  | Fabio Ricci           | 11.07.1994 | 205    | środkowy              |
| 3  | Kristers Dardzāns     | 09.10.2001 | 204    | atakujący             |
| 4  | Dragan Travica        | 28.08.1986 | 200    | rozgrywający          |
| 5  | Thijs ter Horst       | 18.09.1991 | 205    | przyjmujący           |
| 6  | Simone Giannelli      | 09.08.1996 | 199    | rozgrywający          |
| 8  | Kamil Rychlicki       | 01.11.1996 | 204    | przyjmujący/atakujący |
| 9  | Wilfredo León         | 31.07.1993 | 201    | przyjmujący           |
| 10 | Alessandro Piccinelli | 30.01.1997 | 191    | libero                |
| 11 | Sebastián Solé        | 12.06.1991 | 202    | środkowy              |
| 12 | Roberto Russo         | 23.02.1997 | 205    | środkowy              |
| 13 | Massimo Colaci        | 21.02.1985 | 180    | libero                |
| 17 | Ołeh Płotnycki        | 05.06.1997 | 195    | przyjmujący           |
| 23 | Stefano Mengozzi      | 06.05.1985 | 203    | środkowy              |

Grupa Azoty ZAKSA Kędzierzyn-Koźle
- Trener:  Gheorghe Crețu

| Nr | Imię i nazwisko   | Data ur.   | Wzrost | Pozycja      |
| -- | ----------------- | ---------- | ------ | ------------ |
| 2  | Łukasz Kaczmarek  | 29.06.1994 | 204    | atakujący    |
| 4  | Krzysztof Rejno   | 22.02.1993 | 203    | środkowy     |
| 5  | Marcin Janusz     | 31.07.1994 | 195    | rozgrywający |
| 8  | Adrian Staszewski | 31.05.1990 | 196    | przyjmujący  |
| 9  | Bartłomiej Kluth  | 20.12.1992 | 210    | atakujący    |
| 11 | Aleksander Śliwka | 24.05.1995 | 196    | przyjmujący  |
| 13 | Kamil Semeniuk    | 16.07.1996 | 194    | przyjmujący  |
| 15 | David Smith       | 15.05.1985 | 201    | środkowy     |
| 16 | Tomasz Kalembka   | 30.06.1991 | 205    | środkowy     |
| 18 | Michał Kozłowski  | 16.02.1985 | 191    | rozgrywający |
| 21 | Wojciech Żaliński | 08.01.1988 | 195    | przyjmujący  |
| 22 | Erik Shoji        | 24.08.1989 | 184    | libero       |
| 71 | Korneliusz Banach | 25.01.1994 | 180    | libero       |
| 99 | Norbert Huber     | 14.08.1998 | 207    | środkowy     |

Aluron CMC Warta Zawiercie
- Trener:  Igor Kolaković

| Nr | Imię i nazwisko     | Data ur.   | Wzrost | Pozycja      |
| -- | ------------------- | ---------- | ------ | ------------ |
| 1  | Dawid Konarski      | 31.08.1989 | 198    | atakujący    |
| 3  | Michał Żurek        | 03.06.1988 | 182    | libero       |
| 5  | Miłosz Zniszczoł    | 02.07.1986 | 200    | środkowy     |
| 6  | Mateusz Malinowski  | 06.05.1992 | 197    | atakujący    |
| 7  | Facundo Conte       | 25.08.1989 | 198    | przyjmujący  |
| 9  | Patryk Niemiec      | 18.02.1997 | 202    | środkowy     |
| 13 | Dominik Depowski    | 27.10.1995 | 203    | przyjmujący  |
| 14 | Maximiliano Cavanna | 02.07.1988 | 188    | rozgrywający |
| 15 | Miguel Tavares      | 03.03.1993 | 191    | rozgrywający |
| 16 | Bartosz Makoś       | 01.08.1998 | 176    | libero       |
| 17 | Piotr Orczyk        | 19.03.1993 | 198    | przyjmujący  |
| 20 | Wiktor Rajsner      | 13.04.1999 | 205    | środkowy     |
| 25 | Michał Szalacha     | 15.01.1994 | 202    | środkowy     |
| 93 | Uroš Kovačević      | 06.05.1993 | 197    | przyjmujący  |

Projekt Warszawa
- Trener:  Andrea Anastasi

| Nr | Imię i nazwisko        | Data ur.   | Wzrost | Pozycja      |
| -- | ---------------------- | ---------- | ------ | ------------ |
| 1  | Jakub Kowalczyk        | 26.06.1986 | 200    | środkowy     |
| 2  | Bartosz Kwolek         | 17.07.1997 | 193    | przyjmujący  |
| 7  | Ángel Trinidad de Haro | 27.03.1993 | 195    | rozgrywający |
| 8  | Andrzej Wrona          | 27.12.1988 | 206    | środkowy     |
| 9  | Jay Blankenau          | 27.09.1989 | 194    | rozgrywający |
| 10 | Janusz Gałązka         | 26.04.1987 | 199    | środkowy     |
| 11 | Piotr Nowakowski       | 18.12.1987 | 205    | środkowy     |
| 12 | Dušan Petković         | 27.01.1992 | 202    | atakujący    |
| 13 | Igor Grobelny          | 08.06.1993 | 194    | przyjmujący  |
| 14 | Michał Superlak        | 16.11.1993 | 206    | atakujący    |
| 17 | Mateusz Janikowski     | 05.05.1999 | 201    | przyjmujący  |
| 18 | Damian Wojtaszek       | 07.09.1988 | 180    | libero       |
| 19 | Dominik Jaglarski      | 20.06.1997 | 187    | libero       |
| 23 | Jan Fornal             | 14.01.1995 | 191    | przyjmujący  |

## Główny turniej

### Półfinały[5]
| 25.09.2021    | Aluron CMC Warta Zawiercie | 2:3 (25:18, 25:20, 21:25, 16:25, 13:15) | Sir Safety Conad Perugia |  |  |
| 12:30 (UTC+1) | Dawid Konarski 19 pkt Facundo Conte 13 pkt Piotr Orczyk 16 pkt Michał Szalacha 8 pkt Miłosz Zniszczoł 7 pkt Mateusz Malinowski 4 pkt Maximiliano Cavanna 3 pkt Dominik Depowski 1 pkt |                                         | Kamil Rychlicki 19 pkt Matthew Anderson 17 pkt Sebastian Solé 17 pkt Ołeh Płotnycki 12 pkt Stefano Mengozzi 8 pkt Dragan Travica 2 pkt |  |  |

| 25.09.2021    | Grupa Azoty ZAKSA Kędzierzyn-Koźle                                                                                                  | 3:0 (25:18, 25:21, 25:16) | Projekt Warszawa                                                                                          |  |  |
| 15:30 (UTC+1) | Aleksander Śliwka 14 pkt Łukasz Kaczmarek 13 pkt Norbert Huber 10 pkt David Smith 8 pkt Wojciech Żaliński 7 pkt Marcin Janusz 2 pkt |                           | Bartosz Kwolek 12 pkt Dušan Petković 10 pkt Igor Grobelny 7 pkt Andrzej Wrona 5 pkt Michał Superlak 1 pkt |  |  |

### Mecz o 3 miejsce
| 26.09.2021    | Aluron CMC Warta Zawiercie | 1:3 (17:25, 26:24, 24:26, 21:25) | Projekt Warszawa |  |  |
| 12:30 (UTC+1) | Mateusz Malinowski 22 pkt Dominik Depowski 12 pkt Piotr Orczyk 9 pkt Patryk Niemiec 6 pkt Miguel Tavares 5 pkt Michał Szalacha 4 pkt Miłosz Zniszczoł 4 pkt Dawid Konarski 1 pkt |                                  | Bartosz Kwolek 19 pkt Dušan Petković 19 pkt Igor Grobelny 16 pkt Jakub Kowalczyk 9 pkt Andrzej Wrona 5 pkt Jay Blankenau 3 pkt Michał Superlak 1 pkt |  |  |

### Finał
| 26.09.2021    | Sir Safety Conad Perugia | 1:3 (21:25, 19:25, 25:23, 19:25) | Grupa Azoty ZAKSA Kędzierzyn-Koźle |                                     |  |
| 15:30 (UTC+1) | Kamil Rychlicki 13 pkt Ołeh Płotnycki 12 pkt Sebastian Solé 9 pkt Matthew Anderson 8 pkt Stefano Mengozzi 5 pkt Thijs ter Horst 4 pkt Dragan Travica 3 pkt Kristers Dardzans 1 pkt |                                  | Łukasz Kaczmarek 23 pkt Norbert Huber 15 pkt Aleksander Śliwka 11 pkt David Smith 10 pkt Wojciech Żaliński 8 pkt Adrian Staszewski 8 pkt Marcin Janusz 3 pkt | MVP: Sebastian Solé / Marcin Janusz |  |

## Nagrody indywidualne
| Najlepszy zawodnik (MVP) | Najlepszy atakujący | Najlepszy środkowy | Najlepszy rozgrywający | Najlepszy przyjmujący | Najlepszy libero | Najlepszy zagrywający |
| ------------------------ | ------------------- | ------------------ | ---------------------- | --------------------- | ---------------- | --------------------- |
| Aleksander Śliwka        | Łukasz Kaczmarek    | Sebastian Solé     | Marcin Janusz          | Matthew Anderson      | Erik Shoji       | Norbert Huber         |

## Klasyfikacja końcowa
| Lp. | Drużyna                            |
| --- | ---------------------------------- |
| 1.  | Grupa Azoty ZAKSA Kędzierzyn-Koźle |
| 2.  | Sir Safety Conad Perugia           |
| 3.  | Projekt Warszawa                   |
| 4.  | Aluron CMC Warta Zawiercie         |